# 狙击步枪

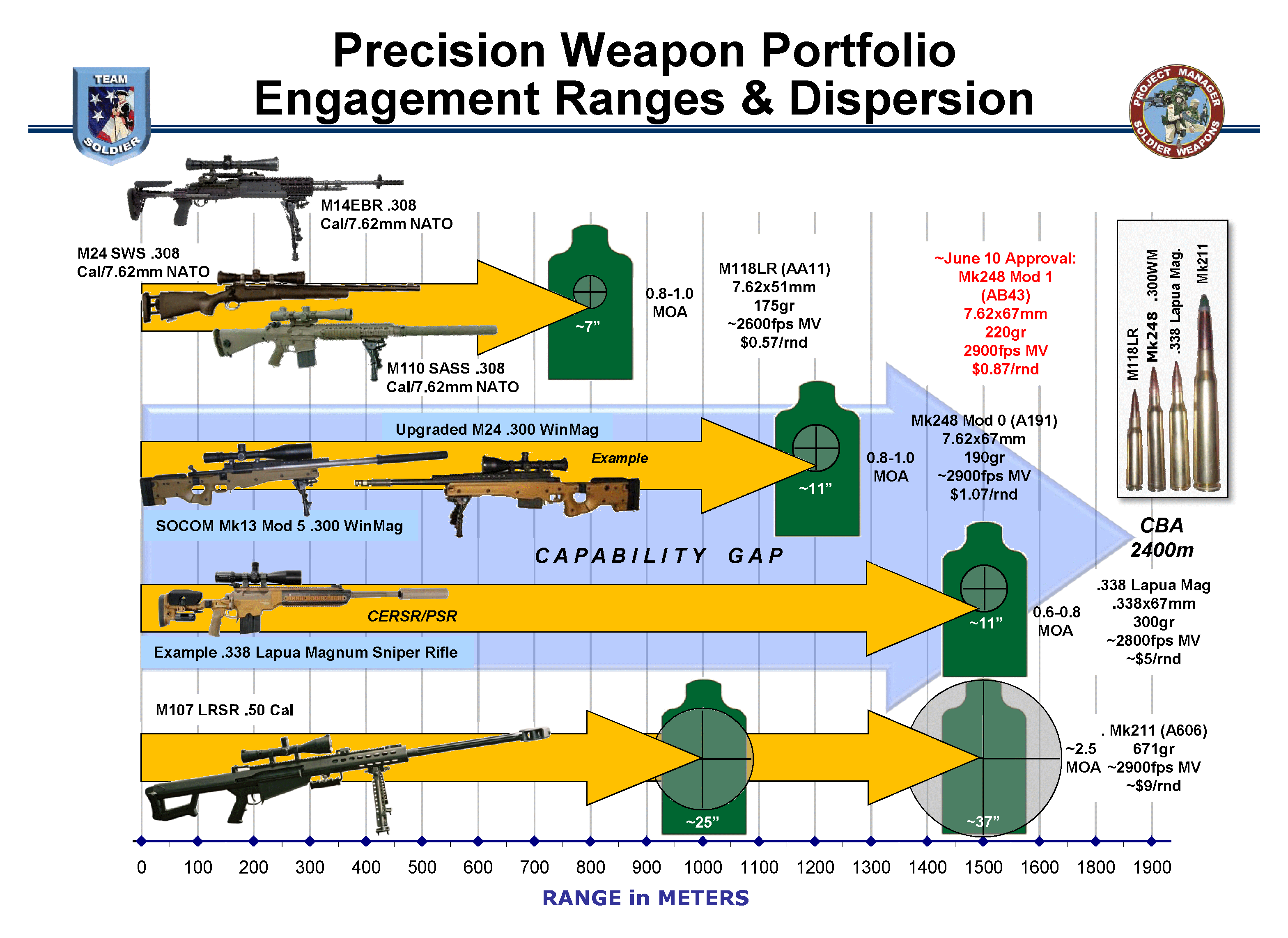
一些狙擊槍的比較

狙击步枪（sniper rifle）通常是指专门为狙击手配备、弹道性能远优于其他枪械的高精度步枪。現代狙擊槍以使用環境與單位大致分為軍用與警用兩種。
根据軍方或執法部門的定義，其部署以戰術為主，但是能夠發生戰略性效用。狙擊槍為了降低光線對於肉眼的干擾、增加精準度均配屬光学瞄准镜。狙擊槍彈藥採用中央式底火彈藥，以此滿足對於彈藥燃燒效率與彈頭威力要求。因凸緣式底火彈藥凸緣無法承受彈藥燃燒爆炸的高壓而容易發生彈殼斷裂，狙擊步槍不採用此種彈藥。其使用目的為破壞物資為主擊斃敵方人員、擊斃敵方指揮人員得以阻卻敵方行動、擊斃敵方交通載具操作人員得以干擾或退卻敵方行動、擊斃敵方通訊人員、自動武器操作人員或重型武器操作人員得大幅降低敵方戰力或者擊斃敵方狙擊手以提升部隊士氣加強區域安全。

## 狙擊步槍條件
嚴格來說狙擊步槍須符合下列條件：
1. 使用性：有较好的人机功效，让射手無須另行複雜或幅度較大的肢體動作進行武器操作，使得握持和槍機與扳機的操作行为更加一致。
2. 精密性：狙擊槍上各部位的零件不得過於複雜，也不得因射擊所造成的後座力而鬆動；然而狙擊槍上的常態性固定組件與活動式組件之交互作用設計為各家槍廠之獨到見解，全然無固定模式可供規範之。
3. 協調性：由於射擊為物理變化產生，須減小槍管產生震動，使其不得影響自發射第一發子彈後射擊瞄準之準確度，亦不得影響內彈道與外彈道穩定。一般而言諧波效應與槍管長度之平方成正比，但是此推算法則不適用於手槍。
4. 彈藥推力：狙擊槍的彈藥專業化與專用化，不得有火藥純度不足、裝藥量不足，甚至彈頭合金比例不良的情形；使用一般彈藥會造成彈頭初速或射程下降、抗風偏干擾能力不足、彈道偏轉、殺傷力遽降。
具備足以破壞各类硬件设施的強大终端动能的狙击步枪還可稱為反器材步槍。

## 狙擊之由來

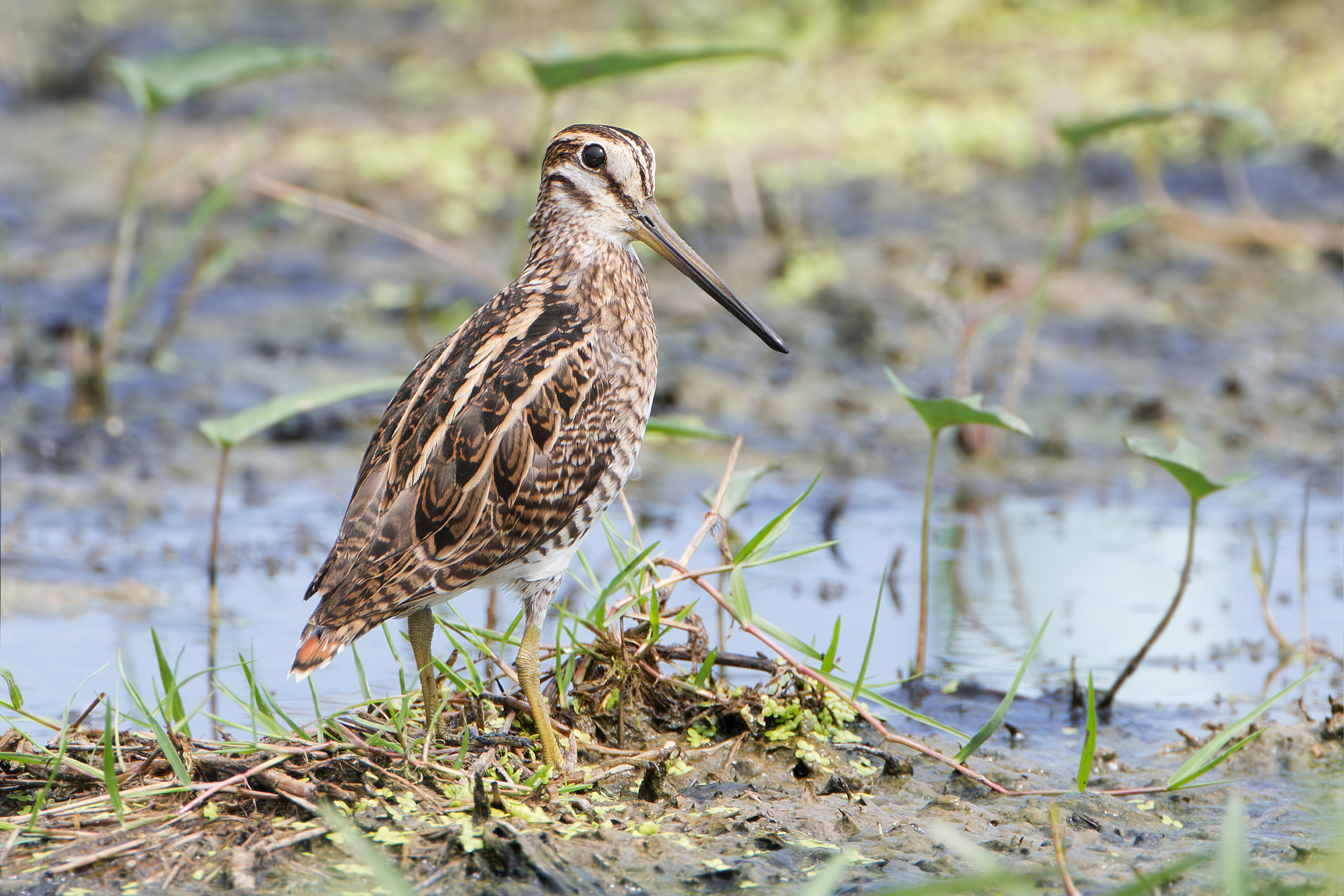
针尾沙锥——南亚地区最常见的一种迁徙鷸鳥

英属印度的英國殖民官員和貴族有在印度鄉間或荒野間遊獵之習俗。他們於遊獵中偶然發現当地的一类涉禽——鹬鸟因警惕性高加上飞行难以预测而極難捕杀，射手必须善于偽裝埋伏而且有極佳的射擊技術才能獵得，因此当地的善射者常常被称为「獵鷸者」。英文后来的狙擊手一詞也是由「獵鷸者」轉化而來，所以高精密度的步槍被稱之為狙擊步槍。
隨著技術的變化與精密度的提高，狙擊槍亦然需要專業人員操作，因此狙擊手仍需要接受專業狙擊射擊訓練方可符合戰術需求。廣義的狙擊步槍包括裝置瞄準鏡的一般軍用步槍或民間獵槍，而槍枝持有人或操作者亦可被稱為狙擊手。

## 簡史
南北戰爭的時候，部份南方邦聯士兵配備3倍瞄準鏡的英國魏渥斯步槍並據說創下800碼距離狙殺紀錄。早期狙擊槍就如上文中廣義的狙擊步槍，只是更為稀少；甚至只有搭配「瞄準筒」而非瞄准鏡，射手就著筒子「以管窺物」。
自布爾戰爭以及冬季戰爭後，只有英國與蘇聯軍隊正式裝備狙擊槍。兩國吸取布爾戰爭以及冬季戰爭中的教訓正式訓練具備狙擊專長的步兵或特殊任務人員。此舉對世界各國產生了深遠的影響，進而紛紛效仿。

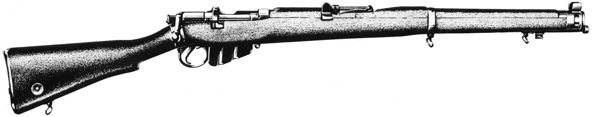
李-恩菲爾德步槍

儘管各國陸軍開始承認狙擊槍的價值，但直到一戰陷入壕溝戰的僵局後才發現狙擊槍能夠在壕溝戰中發揮戰術上的彈性與效果。此後大量狙擊槍才因此從軍械庫裡翻出來送到前線。一般認為第一款正式的軍用狙擊步槍是李-恩菲爾德步槍MK III型。
第二次世界大戰是狙擊槍的另一次使用高峰：狙擊槍一反第一次世界大戰時的常態（當時狙擊手僅為任務性需求而編裝），在第二次世界大戰中常態性地裝備在部隊裡，基本上各排配屬一、二名狙擊手及狙擊槍。狙擊槍於二戰中依然保持古老的無腳架手持方式，搭配2.5倍瞄準鏡，較一般步槍增加了托腮板。槍廠因為瞄準鏡位置重新修正設計槍機拉柄，拉柄截直取彎以避免干擾瞄準鏡。二戰末期交戰各國狙擊手的數量及其裝備的品質均已有極大發展，在各項地面任務中將其職能與效率發揮到極致。

## 分類
現代狙擊槍以使用環境與單位大致分為軍用與警用狙擊槍兩種。
警用狙擊槍整體較軍用狙擊槍重，也比軍用狙擊槍短。警用狙擊槍較軍用狙擊槍多使用腳架的機會。因設計原因警用狙擊槍的精準度也高出軍用狙擊槍甚多，但軍用狙擊步槍更堅固。警用狙擊槍的精密性也較軍用狙擊槍高，價格高昂。軍用狙擊步槍的作戰範圍較警用狙擊步槍長。

### 軍方

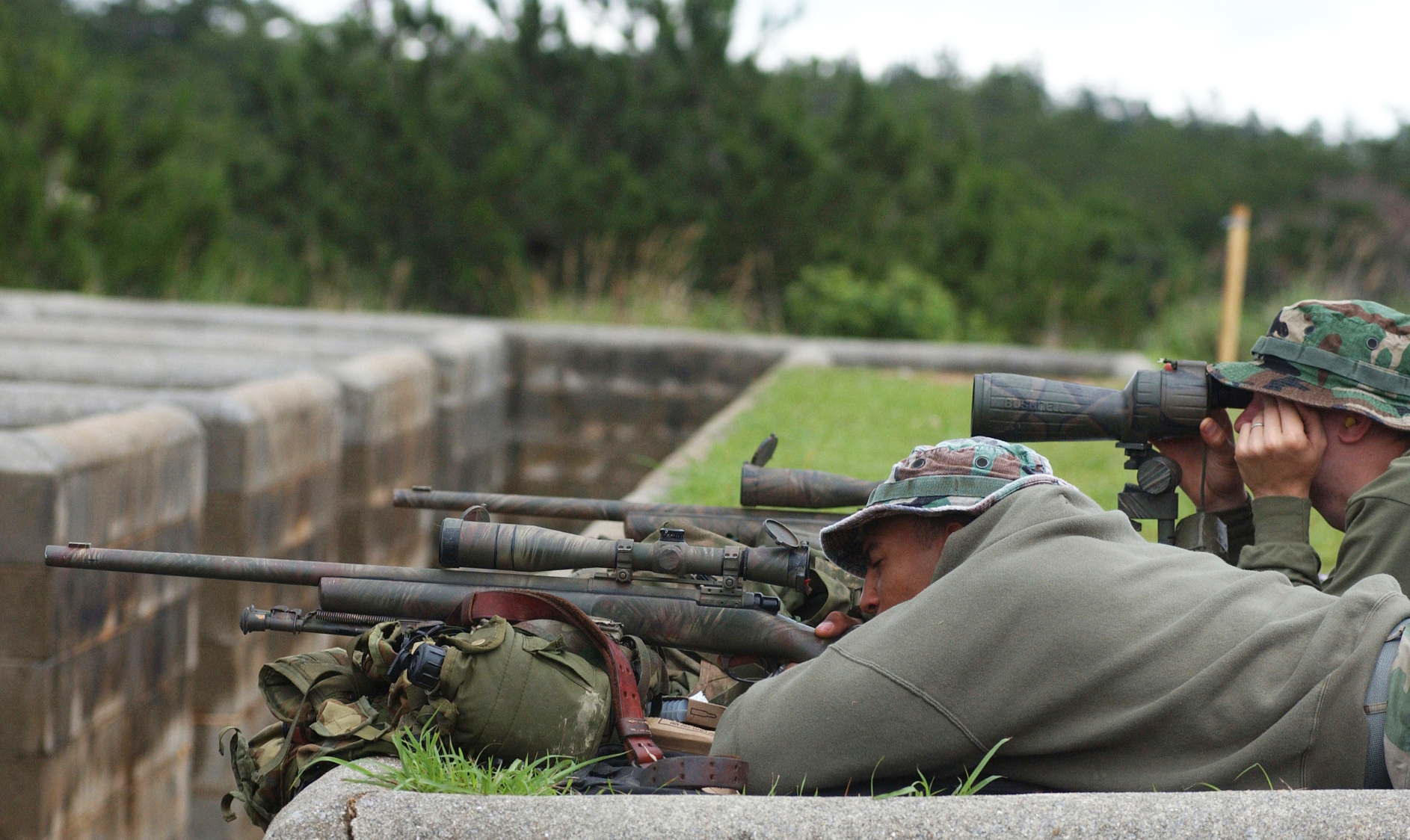
美國海軍陸戰隊狙擊小組正在進行M24狙擊手武器系統的射擊訓練。

為確保在各種條件下可用，軍用狙擊槍的精確度比競賽用槍以及警用狙擊槍低。軍用狙擊槍通常要求結構上耐用、可靠、堅固、容許粗暴操作、零件可交互使用。一般射速快過狙擊槍，可連續射擊。
由於軍人執行任務時必須槍不離人、人不離槍，狙擊手在特定任務中如卡羅斯刺殺北越指揮官時，可能全程不離開狙擊槍。因此軍用狙擊步槍重量將會是狙擊手能否完成任務的重要因素。軍方嚴格的預算規劃與管理會影響到裝備的狙擊步槍是否適合狙擊手與其任務。
執行反物資任務的狙擊手將攜帶沉重但威力強大的0.50英寸口徑彈藥進行戰鬥：一發12.7 × 99毫米NATO（.50 BMG）子彈就能貫穿引擎間隔板讓車輛退出任務。

### 執法單位
由於執法單位常常處理匪徒與人質交錯的劫持事件，其作戰方式與軍隊狙擊手不同：執法單位的往往在街道與建築物中與匪徒交火，因此戰鬥距離往往比軍隊狙擊手短。
執法單位吸取1972年慕尼黑慘案中西德警方欠缺適當的狙擊槍甚至狙擊手的教訓而要求所裝備狙擊步槍的精確度，HK PSG1以及FN SPR等警用狙擊槍因應而生；以PSG1步槍來說，其彈著精密度於300公尺的距離能將50發彈藥平均集中於80公釐的圓圈當中（大約是0.6 MOA，美國陸軍於同等距離最低要求為1 MOA，可見警用狙擊槍之精準度較高）。

## 特徵

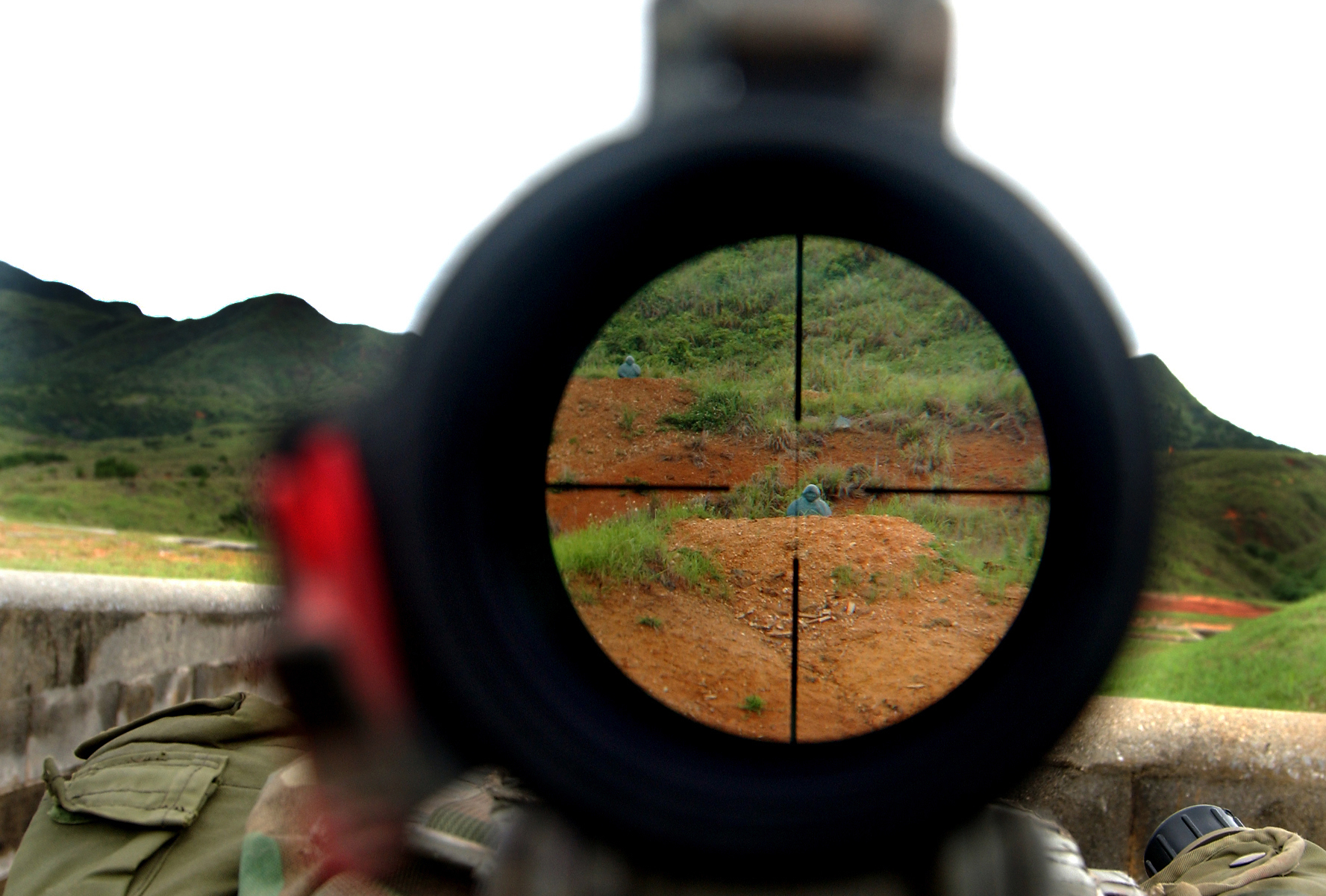
從瞄準鏡中「瞄」出去的視野

沒有鑒別狙擊槍的刻板標準，狙擊步槍應當是根據任務需要決定種類與裝備的平台。狙擊步槍較通常槍械最大的不同是其裝備的瞄准鏡、較一般步槍更長的槍身、帶有托腮板的槍托、兩腳架。

### 瞄準鏡

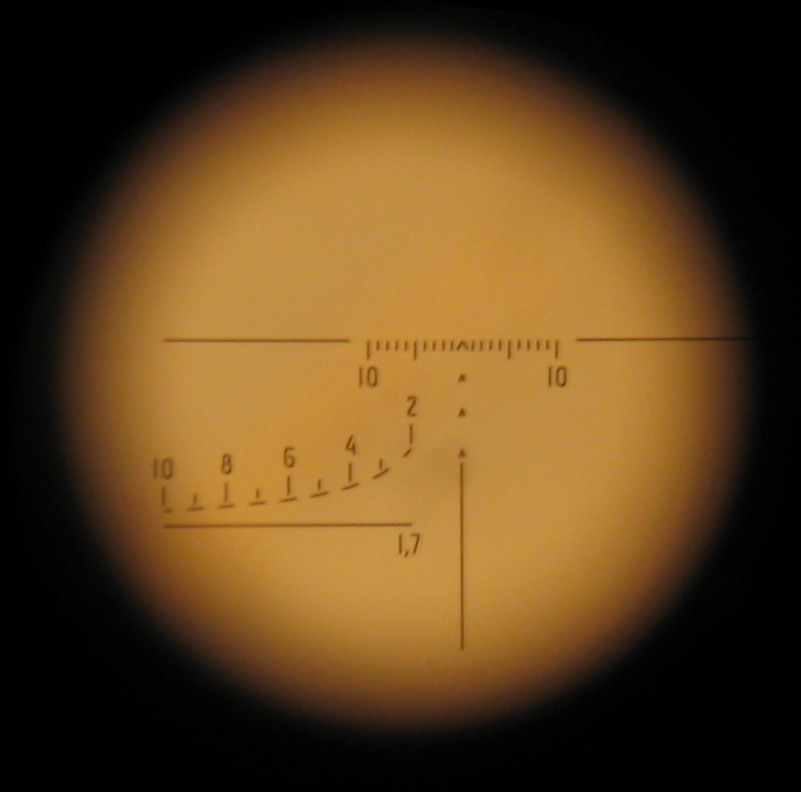
PSO-1瞄准镜分劃

瞄準鏡主要用於將目標的影像放大到視網膜上使得瞄準變的更容易更精準。放大倍率與物鏡的直徑成正比，較大物鏡口徑可使影像更清晰與明亮，在高倍放大時可能會造成視野減小。但物鏡造成的反光可能直接曝露狙擊手的位置。
物鏡與目鏡之間设有刻度鏡片，鏡片上有刻度線。線條與刻度可有效協助狙擊手進行瞄準、測離、選定瞄準點。

### 槍機種類與運作方式

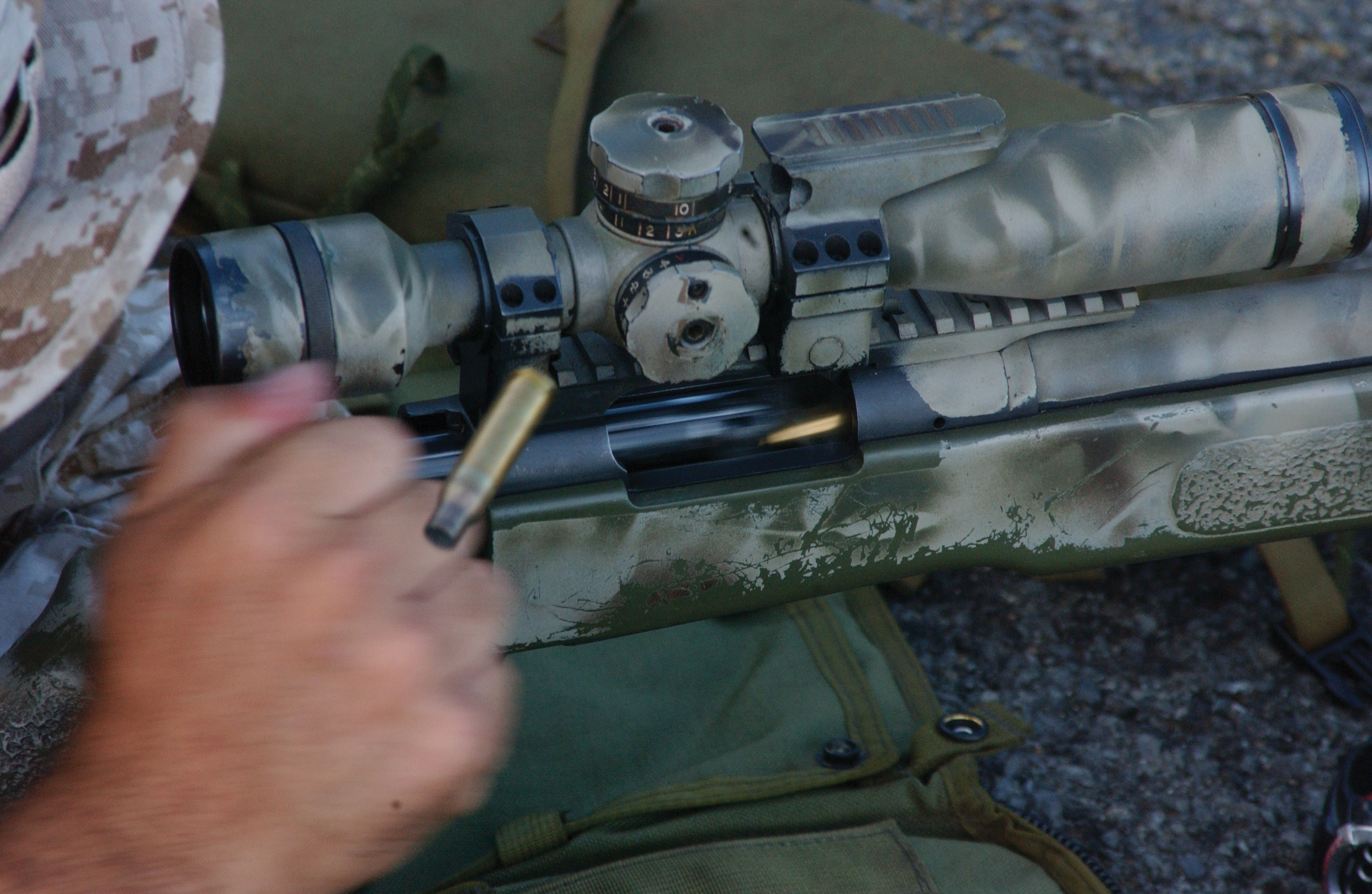
一名美國海軍陸戰隊士兵正在以手動方式將他的M40狙擊步槍射擊後的彈殼排出槍機準備將下一發子彈上膛，拉柄被其手挡住。

一般來說手動步槍結構簡單、造價低廉、保養容易、可靠性強。因其火藥燃氣不需對槍機做功，手動步槍射程可能比半自動步槍遠。但半自動步槍可提供較高射速並可簡單操作，在短距離上遭遇多重目標時表現優於手動步槍。
在廣義狙擊槍範疇中，有一種同樣搭配瞄準鏡的精確射手步槍。這種步槍應該說只是一種「狙擊化」半自動步槍，若以上文四個原則來評量，這種步槍僅符合使用性要求：特等射手並非獨立作業；受過密集射擊訓練但不具備1,000公尺以上目標的射擊能力與經驗。戰術上特等射手僅以狙擊的方式掩護隊友與同胞行動。

### 彈藥威力與種類
彈藥分析一般集中在威力、有效射程、有效射程中穿甲能力等量化數據。

#### 分水嶺
1950年代是西方國家軍方彈藥變化的分水嶺：此前各國沒有統一彈藥標準，美軍使用7.62×63毫米春田子彈，英軍使用.303 7.9×56.4毫米子彈，德軍採用7.92×57毫米毛瑟子彈。此後北約各成員國統一使用7.62×51mm NATO子彈，而美國海軍陸戰隊直到越戰依舊使用春田子彈。
蘇聯此时也進行了彈藥規格改革，狙擊槍所需要的高威力子彈繼續沿用7.62×54R子彈。除7.62R子彈外，SVD步槍還配備了彈頭含有鋼芯的7N14子彈，7N14子彈外箱上印有，以避免錯誤使用這種高成本彈藥。

#### 大口徑彈藥的舞台
由於狙擊手以2～3人為一小組，在戰場上享有極大的機動性與彈性－－甚至是滲透能力（infiltration），所能遇到的戰術良機（含有戰略性效果）比一般部隊多，因此狙擊手的任務往往不僅用來擊斃敵方人員。當狙擊手戰場中發現敵方重要物資或器材，如秘密的車輛集中場、野戰機場、野戰油料/彈藥庫，甚至野戰雷達站，或者上述區域已經遭敵方戒備時，狙擊手得以大口徑彈藥，例如12.7×99毫米NATO（.50 BMG）子彈、12.7×108毫米子彈、14.5×114毫米，甚至使用20mm砲彈彈藥（例如芬蘭的L-39反器材步槍與南非的NTW-20反器材步槍）加以擊毀；大口徑的彈藥對於僅有輕度防護的車輛、器材甚至碉堡都具擊穿的能力，加上射程常以公里計算，使得敵人難以估計可能的發射位置進行反制，狙擊手也有足夠的時間進行脫離或尋找掩護，而且當物資與器材遭到破壞時的爆炸也不至於危害到狙擊手本身安全。2002年，加拿大陸軍派翠西亞公主輕步兵團在阿富汗進行森蚺行動，其中由雷格斯戴爾伍長（Master Corporal Graham Ragsdale）率領的三人狙擊小組中，佛龍下士（Corporal Rob Furlong）以麥克米蘭TAC-50.50口徑步槍於2,430公尺的距離擊斃一名塔利班武裝份子。
大口徑彈藥的主要用途並非擊殺人員，架設野戰雷達操作員沒有跟機動雷達控管設備在一起，僅僅擊殺操作員是毫無意義的，應該優先擊毀雷達，可能連帶導致人員傷亡。若執行任務的狙擊手破壞雷達站，便能減少我方飛行部隊的可能損失，並且成功對敵人設施與基地的轟炸。
儘管大口徑彈藥在彈種的變化彈性與威力均高過口徑7.92mm以下的彈藥，但是辛苦的都是操作它們的狙擊手們或者是戰術小組成員，或許我們可以說憑藉著Raufoss彈頭（可同時用於穿甲、高爆、燃燒，以及人員擊殺任務）狙擊手出任務就不需要擔心目標或者環境的變化而能夠顯得不變應萬變，但是反器材作戰向來不可能只靠一個人能單獨完成。

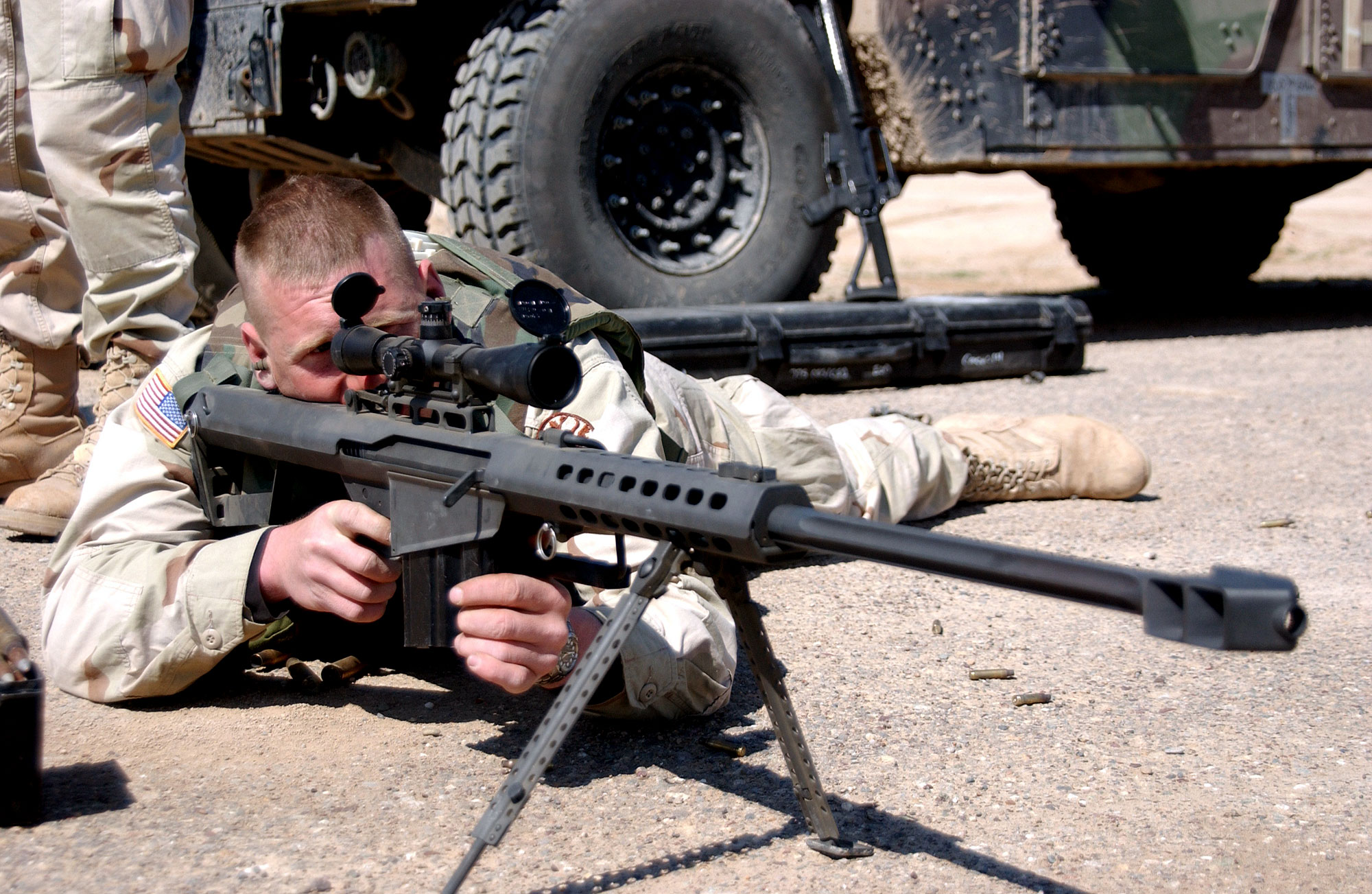
巴雷特M82狙擊步槍；典型的大口徑反物資步槍。

### 槍管
槍管（barrel）可以被稱為狙擊槍的靈魂也不為過，畢竟狙擊槍以精準為訴求，所以狙擊專用的槍管在製造與加工上需要的精細度要高過一般的槍管，以及在品質與重量上也比傳統槍管的要求來的多，以減少從第一發彈藥發射後的彈著點發生太大的改變，尤其槍管因為持續的發射而產生高溫與膨脹，會導致彈披面的彈著點分散的角分數值逐漸加大。值得一提的是狙擊槍管的槍膛（bore）不像突擊步槍或者主力步槍（battle rifles）的槍膛一樣有電鍍鉻防鏽蝕的程序，這也是為了減少對彈著精密度的妨礙所作的考量。
槍管組裝的時候其實只有跟機匣連接而已，亦即槍管為「浮動」（free-floated）在槍支上，這樣的優點在於枪管可以保持不受槍支護木、腳架、槍背帶，甚至是狙擊手的「手」造成的干擾。有的狙擊槍管的外端與一般槍管一樣會加裝防火帽或者滾架，原則上當作防火帽用來抑制發射時槍口的火光，事實上是用來配重以及保護槍管遭到撞擊時不會影響射擊的精確度。甚至有的狙擊槍槍管上加上肋條保持張力以避免槍管受到高溫影響（包括地面的輻射溫度與槍管發射溫度的交互影響）而下垂，例如德拉古諾夫步槍或者瓦爾特WA 2000步槍。
有的槍廠設計槍管散熱的方式是使用金屬套筒的方式，亦即將槍管套上孔狀金屬套筒，透過套筒與槍管的接觸將槍管產生的熱引導至套筒表面再由空氣帶走，這樣的好處是不額外增加太多的重量在槍管上卻發揮大面積的散熱效率（heat dissipation）。
在電影《霹靂煞（Nikita）》中由女主角握持的斯泰爾AUG步槍加裝了滅音器之後擊殺了目標並且成功地隱藏自己的位置，雖然說加裝滅音器對於狙擊手有許多的方便（包括隱藏射擊火光與掩蓋射擊噪音），但是加裝這種附屬配件需要有相對的配合條件，例如槍口必須有預刻的螺紋所以滅音器得以鎖緊安裝在槍口上；這對於一般只要有防火帽設計的步槍都不是問題，亦即將防火帽卸下後槍口即出現螺紋供滅音器安裝，但是也有很多款狙擊槍並沒有連用滅音器的設計，因此要透過轉接套件來固定滅音器。
至於安裝滅音器之後對於彈著精準度會不會有影響，答案是肯定的。不過滅音器還有個說法，能夠提升槍枝的精準度，矛盾的是也的確是這樣。雖然說ER（effective range：有效距離）減少，但是射擊時推送彈頭的瓦斯被有效地擴散導流排除以致於反衝減少，加上抑制器本身的重量的就是槍管的配重增加與改變（類似將槍管更換為重管），在有限的ER中，角分的確有可能縮小以至於精準度提高。
但是低初速的子彈也代表抗風偏力不足的潛在問題，加上威力下降，彈著點就會有前移的可能，所以最好不要太相信廠商的說法，一定要射手親自嘗試，甚至包括不同廠牌同一口徑的彈藥都會告訴射手不同的答案。因此就這一點來說，安裝滅音器之後對於彈著精準度確實會有影響。
狙擊槍的槍管給予大眾的第一印象就是它的長度，以致於大眾在不分彈藥種類與槍管長度的交互關係下認為槍管的長度與威力以及子彈初速成正比；大致說來的確如此，尤其軍用狙擊槍的設計都傾向將槍管長度定在23.5英吋（600 mm）左右，這個設計的優點在於彈藥燃燒的效果更完整（以致於槍口沒有特別必要加裝防火帽抑制火光，使狙擊手受到更好的保護），並且精準度與子彈初速也達到良好的結合。
警方的狙擊步槍為了操作便捷的考量而犧牲這項考量，亦即警用狙擊槍槍身較短，其威力較軍用狙擊槍小，初速也低，但是由於警方/執法單位與暴徒交火的距離較短，在短距離上往往警用狙擊槍的威力還大過所預期的標準。

### 槍托與托腮板

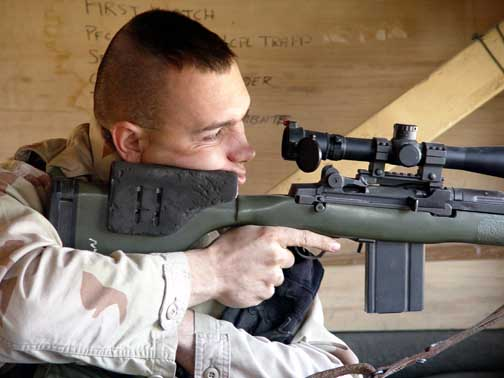
美國海軍陸戰隊「精確射手步槍」（USMC DMR）槍托上的托腮板。

除了瞄準鏡是區別狙擊槍的外觀特徵之一以外，槍托（Stock）上的托腮板是第二個主要的特徵。正常的托腮板是可以調整上下間距的，由於每個狙擊手臉部大小不同，加上瞄準鏡又比照門的位置高，沒有托腮架的協助，狙擊手的瞄準線與彈道的交會點（far zero）就會出現極大的落差，亦即臉頰不豐腴或短小的狙擊手很有可能沒有托腮架的協助下將彈著落在目標的前方，形成戰場上難得的「善意」警告。
除了前面提到每個射手的生理特徵都不同之外，所有的差異中也包括肱骨的長度差異，因此有的槍廠設計的槍托除了托腮板高低可調之外也包括槍托長短可調，通常是將可調整的組件設置在槍托底板的部份上。
不管槍托如何設計，甚至像SVD步槍將槍托作簍空的設計以達成輕量化，真正專業的槍托（身）是不會真正接觸到槍管的。

### 配件
槍背帶（Sling）可能不起眼，不過在精準射擊上卻占了重要的因素與地位，亦即在掩體後方以立姿或高跪姿（單膝跪地）射擊時，甚至以臥姿射擊卻缺乏依托時，狙擊手可憑藉支撐槍支的手臂（non-firing arm）環繞扯緊槍背帶將槍支與身體緊密結合在一起，降低槍枝在握持時搖晃的問題。

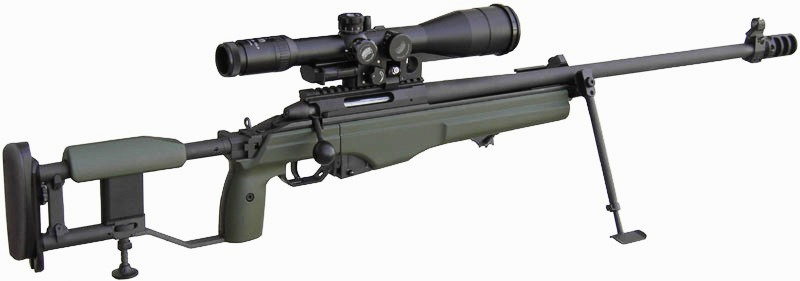
一挺芬蘭製使用原廠兩腳架的薩科TRG-42狙擊步槍。

狙擊步槍往往還會搭配兩腳架（也有三腳架，例如PSG-1）幫助穩定射擊，不過使用腳架時往往也有暴露輪廓的潛在問題；執行任務時往往由觀測員（spotter）攜行，或者直接安裝在槍支上。就經驗中顯示直接安裝的腳架往往也會造成槍支與藤蔓的纏繞或者處牴觸到灌木叢發生噪音或震動，導致狙擊手行蹤與位置的曝露，影響任務執行上的安全；因此軍用狙擊槍使用腳架時必須注意現場地物的特徵。

## 狙擊槍的性能

### 精準度

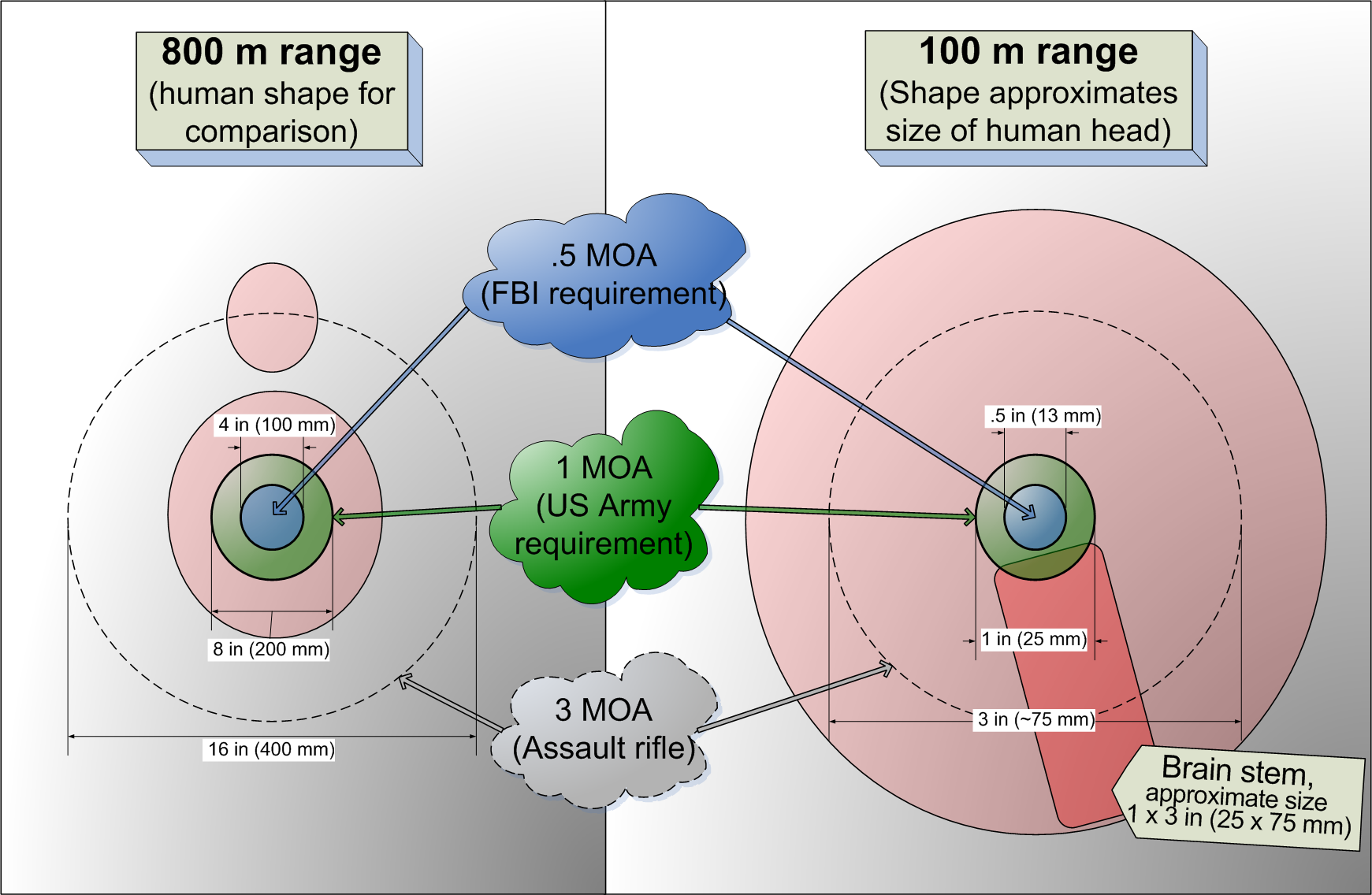
0.5角分、1角分、與3角分的彈著分布範圍的比較；模擬範圍為800公尺距離的人体躯干（圖左）與100公尺距離（圖右）的人头，右侧红色矩形区域为脑干大小；藍色雲圖為.5角分，FBI的要求標準；綠色雲圖為1角分，美國陸軍要求標準；灰色雲圖為3角分，一般突擊步槍的要求標準。

前面提到軍用狙擊槍的「精密度」是沒有想像中的那麼高，連帶地以距離來看彈著的角分「精準度」範圍來說，也就無法與民間競賽用槍一較高下（這其中牽涉到彈藥與槍管構造以及瞄準鏡的放大倍率問題），最後只剩下威力這一項目勉強可以讓軍用狙擊槍與警用/執法單位用的狙擊槍與民間競賽用槍平起平坐。
以軍用的主力步槍（Battle Rifle；例如M1903步槍、M1步槍、M14步槍、李-恩菲爾德步槍、98K卡賓槍）以及突擊步槍（M16槍族、AK-47槍族等）的彈著角分範圍來看，最理想的能維持在3角分以內（由於彈藥威力大以及槍管倍徑長的關係），如果散佈在6角分以內也不能算不良（突擊步槍的有效射程短即為此意，並非意指超過有效射程後彈頭威力立即下降）；軍用狙擊槍的彈著角分範圍大約維持在0.5~2角分以內；警用/執法單位用狙擊槍則要求維持在0.25~1.5角分範圍的精準度；據信競賽用槍的精準度最多不會超過0.5角分的範圍。
由於美國陸軍的狙擊槍受限於成本問題，以及可靠度、操作程度還有保養程度的要求下，自然在精準度上無法合乎已經具備其他狙擊槍射擊經驗的狙擊手的要求（M40A3一把只要3,200$；PSG1一把要「至少」要12,000$）；如果一把狙擊槍能夠在800公尺的範圍內將彈頭送進直徑8英吋的圓圈內就會被認可具有能夠有效擊殺的準確度與能力，或許就會被軍方接受而發配到部隊中。
與其說軍方的生意好作，不如說識貨的買家才懂得挑剔；2005年2月出刊的「Guns & Ammo」（槍與彈藥；Johnson, D: Precision Pair）指出FBI的要求狙擊槍要具備能將彈頭在100公尺的距離準準地送進0.5英吋的範圍內的能力
不過目前警用/執法單位用的狙擊槍能夠達到1角分者已經令人相當滿意了，原因是警方/執法單位攻堅時負責壓制與掩護的狙擊步槍往往部署距離目標100碼，甚至是更短的距離，這個時候的1角分指的是步槍能夠，「反覆地」，擊中一個1英吋的目標區塊，相當於一個人的大拇指的長度。能擊中這個範圍時，也一定能擊中腦幹達到一槍致命解救人質的效果。

### 最大有效射程
| 彈藥                                             | 最大有效射程  |
| ------------------------------------------------ | ------------- |
| 5.56×45 NATO                                     | 300–500 m     |
| 7.62×51 NATO                                     | 800–1,000 m   |
| 7.62×54R                                         | 800–1,000 m   |
| 7 mm Remington Magnum                            | 900–1,100 m   |
| .300 Winchester Magnum                           | 900–1,200 m   |
| .338 Lapua Magnum                                | 1,300–1,600 m |
| 12.7 × 99毫米NATO（.50 BMG） 12.7×108R（俄羅斯） | 1,500–2,000 m |
| 14.5R                                            | 1,900–2,300 m |
| .408 Chey Tac                                    | > 2,400 m     |

軍用狙擊槍的射程都傾向延長有效射程，這是另外一種戰術考量，亦即在射擊後受限於距離以致敵方無法有效立即鎖定狙擊手位置並與之還擊或交戰，自然狙擊手（不論有無達成擊殺）就有足夠的時間進行射擊位置的轉移，尋找掩護，甚至撤離，在觀測到敵方的反應或遭受還擊的狀況下。不過狙擊手的射擊距離不見得一定，每一次都是從非常遠的距離開火，尤其這與地形、氣候、天色，以及環境有絕對的關聯，也就是說狙擊手的射擊距離往往與敵方的機槍、突擊步槍、精確射手步槍，甚至反狙擊槍的射擊距離呈現犬牙交錯的關係。
以目前數量上來說，最廣泛的狙擊步槍彈藥是.308子彈系列，諸如7.62 NATO子彈以及7.62R子彈，大部份的狙擊槍也就以這兩種彈藥為設計基準（槍的設計以子彈為準，並非子彈規格以槍支設計為準），以致於大部份在這個等級的狙擊槍不管在形象（impression）上與性能（performance）上都給槍迷與專業人士大同小異的印象；也就因為彼此勢均力敵，狙擊手除了耗在靶場裡苦練之外，唯有加強自己的偽裝（field craft）才能作到“to see without being seen”（為人所視而不見；求己所視而明見）。
雖然還不能明確斷定未來狙擊彈藥的發展趨勢，但是較大口徑的彈藥市場與較大口徑的狙擊槍支需求開始成長，原因在於這種彈藥享有較大的射程，尤其是用來擊殺人員的.338 Lapua Magnum以及反物質的12.7×99毫米NATO（.50 BMG）還有KPV彈藥，畢竟射擊距離與狙擊手風險成反比，甚至敵軍被觀測到不具有與之匹敵的武器時，持有長射距的狙擊槍的射手可以說在開火前連找掩體穿吉利服的功夫都省了。

## 狙击步枪列表
- CheyTac M200
- CheyTac M300
- CheyTac M325「防御者」
- CheyTac XLD
- 精密國際AW
- 精密國際AWM
- 精密國際AX308
- 精密國際AX338
- 阿瑪萊特AR-30
- 阿什伯里ASW338
- 巴雷特M98
- 巴雷特M98B
- 巴雷特MRAD
- B&T APR308／338
- 布拉塞爾R93
- C14
- CZ 700
- DSR-1
- DT SRS
- 埃爾瑪SR-100
- FN 30-11
- FN PBR
- FN SPR
- FN TSR
- FN Ballista
- FR-F2
- GOL狙擊手麥格農
- 黑內爾RS9狙擊步槍
- IWI DAN
- JNG-90
- JS 7.62
- Kefefs
- 金柏M8400戰術型
- KNT-308
- NM149
- Lobaev SVL
- 帕克黑爾M82
- 帕克黑爾M85
- PGM 338
- PGM最後手段
- 雷明登700
- 雷明登M24
- 雷明登M40
- 雷明登SR8
- 雷明登M40-XS
- 雷明登M2010
- 雷明登MSR
- 儒格M77
- 薩科蒂卡T3
- 薩科TRG-21／22／41／42
- 薩科TRG M10
- 薩維奇10FP
- 薩維奇110BA
- SIG SSG 2000
- SIG SSG 3000
- 斯泰爾SSG 69
- 斯泰爾SSG 04
- 斯泰爾SSG 08
- SV-98
- T-76“長弓”
- T93狙擊步槍
- T112狙擊步槍
- TPG-1
- 特維洛狙擊步槍
- Voere BW-M
- 風行者M98

## 外部連結
- Modern Firearms List of Sniper Rifles （页面存档备份，存于）
- Mel's SniperCentral List of Sniper Rifles （页面存档备份，存于）
- Mcmillan Tactical Stocks （页面存档备份，存于）—Images of tactical stocks from the world's leading supplier manufacturer
- Tack Driving Tactical Rifle from Tac Ops （页面存档备份，存于）—Detailed overview of the accurization process for a .25 MOA rifle
- Detailed accuracy articles （页面存档备份，存于）, by famous barrel maker Dan Lilja
- Detail of Russian snipers and sniper rifles of World War Two by Chris Eger, military Historian
- demigodllc.com: PRACTICAL LONG-RANGE RIFLE SHOOTING （页面存档备份，存于）